# Bachelor of Arts

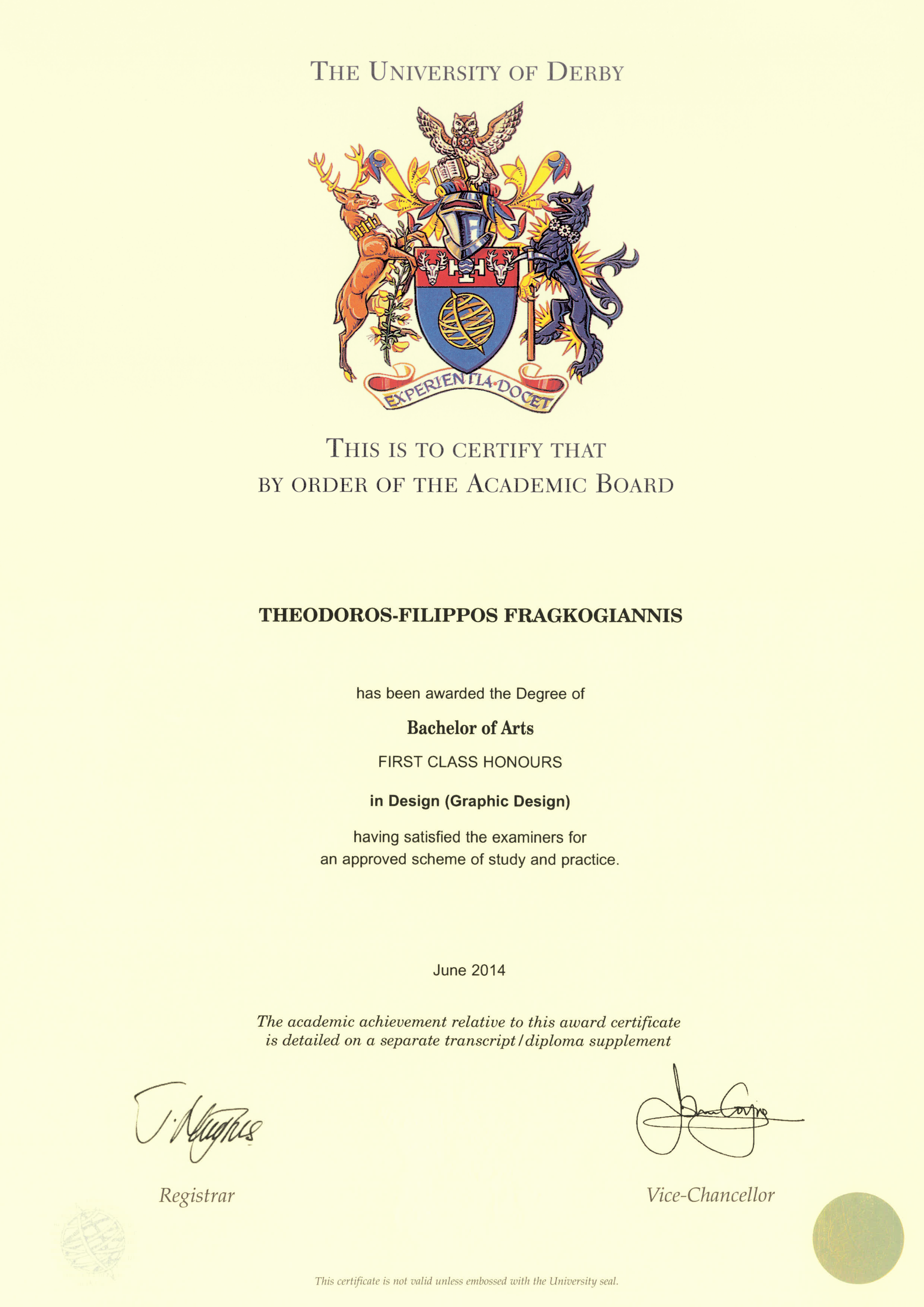
Bachelor of Arts (Hons) en Disseny (Disseny Gràfic) impartit per la Universitat de Derby el 2014

El Bachelor of Arts (abreviat B.A., BA o A.B.), del llatí Artium Baccalaureus, és un títol de Grau concedit per a un curs de primer cicle o programa en les arts liberals i/o les ciències en els països anglosaxons i a l'Espai Europeu d'Ensenyament Superior. S'obté després de tres anys d'estudis a la Unió Europea, Gran Bretanya, Singapur, Austràlia, Nova Zelanda, Hong Kong, l'Índia o Àfrica del sud, i després de quatre anys als Estats Units o Escòcia.